# تفسير مقاصدي
التفسير المقاصدي نوع من أنوع تفسير القرآن عند المسلمين، يكشف عن المعاني والغايات التي أنزل القرآن من أجلها، ويبحث في معاني ألفاظ القرآن الكريم وتوسيع دلالاتها اللغوية، مع بيان الحكم والغايات التي أنزل من أجلها القرآن، وشرعت من أجلها الأحكام، سواء على وجه العموم في ذلك أو بشكل خاص. وقد كان ظهور هذا النوع من التفسير من عهد أصحاب النبي محمد صلى الله عليه وسلم، ويرجع اهتمام المسلمين بذلك إلى قول النبي محمد صلى الله عليه وسلم: (أو فهمًا يعطيه الله رجلا في القرآن). [صحيح البخاري، دار طوق النجاة، رقم الحديث (3047)].
ثم مع نشأة علم الفقه وأصوله كثر الكلام في المقاصد، وبرز الاهتمام بمقاصد القرآن عند المؤلفين، ثم تطور تدريجيا، حتى ظهر بصورة واضحة لدى بعض المفسرين المعاصرين، ولهذا النوع من التفسير أهمية كبيرة في معرفة مقاصد القرآن وإبرازها، وذلك مما يعين على تفهمه وحسن تدبره، وللتفسير المقاصدي نوعان: عام وخاص.

## مفهوم التفسير المقاصدي
هو نوع من التفسير يبحث في معاني ألفاظ القرآن الكريم وتوسيع دلالاتها اللغوية، مع بيان الحكم والغايات التي أنزل من أجلها القرآن، وشرعت من أجلها الأحكام.
وقد يعرف بأنه: لون من ألوان التفسير يبحث في الكشف عن المعاني والغايات التي يدور حولها القرآن الكريم كليا أو جزئيا، مع بيان كيفية الإفادة منها في تحقيق مصلحة العباد.

## أنواع التفسير المقاصدي
يمكن تقسيم التفسير المقاصدي إلى نوعين
1- التفسير المقاصدي العام: وهو الذي يبحث في الغايات والمقاصد الكلية للقرآن الكريم، كمقصد التوحيد، ومقصد الهداية، ومقصد التزكية، وغير ذلك.
2- التفسير المقاصدي الخاص: وهو الذي يبحث في مقاصد خاصة بمجال من المجالات، كمجال العبادات، أو أحكام الأسرة مثلا، أو غير ذلك، أو مقاصد سورة من السور القرآنية، أو مقاصد ألفاظ القرآن.

## أهمية التفسير المقاصدي
إن لهذا النوع من التفسير أهمية كبيرة تبرز في النقاط التالية
1- معرفة مقاصد القرآن الكريم، وهي المدخل السليم لفهم الرسالة القرآنية على الوجه الصحيح.
2- استحضار مقاصد القرآن عند تلاوته وتدبر آياته يعين على الفهم السليم  لمعانيها التفصيلية ومقاصدها الخاصة.
3- مقاصد القرآن الكريم هي المعيار والميزان الذي توزن به أعمال الأفراد والجماعات، والحياة الخاصة والعامة، فكل عمل قلبي أو أخلاقي أيا كان نوعه لا يهتدي إلا بمقاصد القرآن.
4- بمعرفة مقاصد القرآن الكريم ينفتح الطريق لمعرفة مقاصد السنة النبوية جملة وتفصيلا.
5- مقاصد القرآن الكريم هي المعيار والميزان الذي لابد منه للمفسرين في مناهجهم وتفسيراتهم، والتزام المفسر بالسير في ضوئها يجعل كلامه منضبطا، وبعيدا عن الحشو والإطالة.

## نشأة التفسير المقاصدي وتطوره
اهتم المفسرون بإبراز مقاصد القرآن الكريم منذ وقت مبكر، حيث كان أصحاب النبي محمد صلى الله عليه وسلم يتكلمون في ذلك عند تفسيرهم آيات القرآن، ويرجع اهتمامهم بذلك إلى قول النبي محمد صلى الله عليه وسلم: (أو فهما يعطيه الله رجلا في القرآن). [صحيح البخاري، دار طوق النجاة، رقم الحديث (3047)]
ثم مع نشأة علم الفقه وأصوله كثر الكلام في المقاصد، وبرز الاهتمام بمقاصد القرآن عند المؤلفين، فكانوا يتكلمون عليها في فصول مفردة، كما فعل الغزالي في كتاب جواهر القرآن، والعز ابن عبد السلام في قواعد الأحكام، بل وظهر أيضا استعمال هذا المصطلح في عناوين المؤلفات، مثل كتاب «الدر النظيم المرشد إلى مقاصد القرآن الكريم» للفيروزآبادي، وكتاب «مصاعد النظر للإشراف على مقاصد السور» لبرهان الدين البقاعي.
وفي العصر الحديث كان الاهتمام بهذا النوع من التفسير كبيرا، وأكثر المصنفون في التفسير من الخوض في مقاصد القرآن العامة والخاصة، ومن أبرز المهتمين به: محمد رشيد رضا في تفسير المنار، وقد كان اهتمامه بمقاصد القرآن كبيرا، وعنايته به فائقة، وأحمد مصطفى المراغي في تفسيره، حيث كان يذيل الكلام على كل سورة بذكر أبرز ما فيها من موضوعات، وما احتوته من مقاصد وغايات، ومحمد عبد الله دراز في كتابه «النبأ العظيم»، ومن أبرز المهتمين بهذا النوع من التفسير كذلك محمد الطاهر ابن عاشور في تفسيره الجليل المسمى اختصارا بـ«التحرير والتنوير»، وقد صدّر المؤلف تفسيره بمقدمات عشرة، حيث تكلم في المقدمة الرابعة عن مقاصد القرآن الكريم.

## مقاصد القرآن الكريم
أولا: إصلاح الاعتقاد وتعليم العقد الصحيح، وهذا أعظم سبب لإصلاح الخلق، لأنه يزيل عن النفس عادة الإذعان لغير ما قام عليه الدليل، ويطهر القلب من الأوهام الناشئة عن الإشراك والدهرية وما بينهما.
ثانيا: تهذيب الأخلاق قال تعالى: {وَإِنَّكَ لَعَلى خُلُقٍ عَظِيمٍ} [سورة القلم، آية 4] وفسرت عائشة لما سئلت عن خلقه صلى الله عليه وسلم فقالت: كان خلقه القرآن. [صحيح مسلم، دار إحياء التراث العربي، رقم الحديث (746)]
ثالثا: التشريع وهو الأحكام خاصة وعامة. قال تعالى: {إِنَّا أَنزَلْنَا إِلَيْكَ الْكِتَابَ بِالْحَقِّ لِتَحْكُمَ بَيْنَ النَّاسِ بِمَا أَرَاكَ اللَّه} [سورة النساء، آية 105]، ولقد جمع القرآن جميع الأحكام جمعا كليا في الغالب، وجزئيا في المهم.
رابعا: سياسة الأمة، وهو باب عظيم في القرآن، القصد منه صلاح الأمة وحفظ نظامها، كالإرشاد إلى تكوين الجامعة بقوله: {وَاعْتَصِمُواْ بِحَبْلِ اللَّهِ جَمِيعًا وَلاَ تَفَرَّقُواْ وَاذْكُرُواْ نِعْمَةَ اللَّهِ عَلَيْكُمْ إِذْ كُنتُمْ أَعْدَاء فَأَلَّفَ بَيْنَ قُلُوبِكُمْ فَأَصْبَحْتُم بِنِعْمَتِهِ إِخْوَانًا وَكُنتُمْ عَلَىَ شَفَا حُفْرَةٍ مِّنَ النَّارِ فَأَنقَذَكُم مِّنْهَا} [سورة آل عمران، آية 103]
خامسا: القصص وأخبار الأمم السالفة للتأسي بصالح أحوالهم، قال تعالى: {نَحْنُ نَقُصُّ عَلَيْكَ أَحْسَنَ الْقَصَصِ بِمَا أَوْحَيْنَا إِلَيْكَ هَذَا الْقُرْآنَ وَإِن كُنتَ مِن قَبْلِهِ لَمِنَ الْغَافِلِينَ} [سورة يوسف، آية 3]
سادسا: التعليم بما يناسب حالة عصر المخاطبين، وما يؤهلهم إلى تلقي الشريعة ونشرها، وذلك علم الشرائع وعلم الأخبار، وكان ذلك مبلغ علم مخالطي العرب من أهل الكتاب، وقد زاد القرآن على ذلك تعليم حكمة ميزان العقول وصحة الاستدلال في أفانين مجادلاته للضالين وفي دعوته إلى النظر، ثم نوه بشأن الحكمة فقال: {يُؤتِي الْحِكْمَةَ مَن يَشَاء وَمَن يُؤْتَ الْحِكْمَةَ فَقَدْ أُوتِيَ خَيْرًا كَثِيرًا} [سورة البقرة، آية 269] وهذا أوسع باب انبجست منه عيون المعارف، وانفتحت به عيون الأميين إلى العلم.
سابعا: المواعظ والإنذار والتحذير والتبشير، وهذا يجمع جميع آيات الوعد والوعيد، وكذلك المحاجة والمجادلة للمعاندين، وهذا باب الترغيب والترهيب.
ثامنا: الإعجاز بالقرآن ليكون آية دالة على صدق الرسول إذ التصديق يتوقف على دلالة المعجزة بعد التحدي، والقرآن جمع كونه معجزة بلفظه ومتحدى لأجله بمعناه والتحدي وقع فيه.